# Troll's Tale
Troll's Tale est un jeu vidéo d’aventure éducatif développé par Sunyside Soft et publié par Sierra On-Line en 1983 sur Apple II avant d’être porté sur Atari 8-bit. Le jeu s’adresse à des enfants de huit ans et plus et leur permet de s’entrainer à lire une carte, à identifier des détails, à faire des déductions et à en tirer des conclusions. Le jeu se déroule dans un royaume souterrain dans lequel le joueur doit retrouver seize trésors dérobés par un troll.  Chaque scène du jeu est illustrer à l’écran et permet au joueur de choisir une action en choisissant une des phrases affichées en bas de l’écran. Outre la disquette du programme, le jeu contient une carte incomplète du royaume que le joueur peut compléter au fur et à mesure de l’aventure,. 